# The Umbrella Academy (televisieserie)
The Umbrella Academy is een Amerikaanse televisieserie, die gebaseerd werd op de gelijknamige stripreeks van Gerard Way en Gabriel Bá. De reeks werd ontwikkeld door Steve Blackman en Jeremy Slater en ging op 15 februari 2019 in première op streamingdienst Netflix.

## Verhaal eerste seizoen
Op 1 oktober 1989 zetten wereldwijd 43 vrouwen een kind op de wereld, hoewel ze tot daarvoor geen enkel teken van zwangerschap vertoonden. Zeven van de kinderen - Luther, Diego, Allison, Klaus, Number Five, Ben en Vanya - worden door de excentrieke miljardair Reginald Hargreeves geadopteerd om bij The Umbrella Academy tot een superheldenteam opgeleid te worden.
In het heden komen de nog levende broers en zussen samen nadat hun adoptievader Hargreeves overleden is. Ben is inmiddels overleden, maar kan als geest nog met Klaus communiceren, en Number Five is verdwenen, maar keert uiteindelijk terug met de waarschuwing dat er snel een apocalyps zal volgen. Terwijl de broers en zussen het geheim achter hun disfunctionele familie proberen te achterhalen, groeien ze door hun verschillende persoonlijkheden en superkrachten verder uit elkaar.

## Rolverdeling
Legenda
 = Hoofdrol
 = Bijrol / Gastrol
| Acteur / actrice      | Personage                                                              | S1      | S2      | S3      | S4     |
| --------------------- | ---------------------------------------------------------------------- | ------- | ------- | ------- | ------ |
| Elliot Page           | Viktor Hargreeves / Vanya Hargreeves / Number Seven / The White Violin | 10 afl. | 10 afl. | 10 afl. | 6 afl. |
| Tom Hopper            | Luther Hargreeves / Number One / Spaceboy                              | 10 afl. | 10 afl. | 10 afl. | 6 afl. |
| David Castañeda       | Diego Hargreeves / Number Two                                          | 10 afl. | 10 afl. | 10 afl. | 6 afl. |
| Emmy Raver-Lampman    | Allison Hargreeves / Number Three                                      | 10 afl. | 10 afl. | 10 afl. | 6 afl. |
| Robert Sheehan        | Klaus Hargreeves / Number Four                                         | 10 afl. | 10 afl. | 10 afl. | 6 afl. |
| Aidan Gallagher       | Number Five / The Boy                                                  | 10 afl. | 10 afl. | 10 afl. | 6 afl. |
| Justin H. Min         | Ben Hargreeves / Number Six                                            | 10 afl. | 10 afl. | 10 afl. | 6 afl. |
| Colm Feore            | Sir Reginald Hargreeves / Father                                       | 10 afl. | 7 afl.  | 10 afl. | 6 afl. |
| Adam Godley           | Phinneus Pogo (stem)                                                   | 10 afl. | 2 afl.  | 2 afl.  | 2 afl. |
| Cameron Britton       | Hazel                                                                  | 9 afl.  | 1 afl.  |         | 1 afl. |
| Mary J. Blige         | Cha-Cha                                                                | 9 afl.  |         |         |        |
| John Magaro           | Leonard Peabody / Harold Jenkins                                       | 8 afl.  |         |         |        |
| Jordan Claire Robbins | Grace Hargreeves / Mom                                                 | 10 afl. | 5 afl.  | 8 afl.  | 1 afl. |
| Kate Walsh            | The Handler                                                            | 4 afl.  | 9 afl.  | 1 afl.  | 1 afl. |
| Ken Hall              | Herb / Pogo's Body                                                     | 4 afl.  | 5 afl.  | 4 afl.  | 1 afl. |
| Sheila McCarthy       | Agnes Rofa                                                             | 10 afl. |         |         | 1 afl. |
| Dante Albidone        | Young Klaus                                                            | 5 afl.  | 1 afl.  | 1 afl.  | 1 afl. |
| Cameron Brodeur       | Young Luther                                                           | 6 afl.  | 1 afl.  |         | 1 afl. |
| Eden Cupid            | Young Allison                                                          | 6 afl.  | 1 afl.  |         | 1 afl. |
| T.J. McGibbon         | Young Vanya                                                            | 5 afl.  | 1 afl.  |         | 1 afl. |
| Blake Talabis         | Young Diego                                                            | 5 afl.  | 1 afl.  |         | 1 afl. |
| Ethan Hwang           | Young Ben                                                              | 5 afl.  | 1 afl.  |         | 1 afl. |
| Patrice Goodman       | Dot                                                                    | 1 afl.  | 4 afl.  | 1 afl.  | 1 afl. |
| Sean Sullivan         | Older Five / Super Old Five                                            | 2 afl.  | 2 afl.  | 2 afl.  |        |
| Rainbow Sun Francks   | Detective Chuck Beaman                                                 | 6 afl.  |         |         |        |
| Liisa Repo-Martell    | Abigail Hargreeves                                                     | 1 afl.  |         | 1 afl.  | 4 afl. |
| Peter Outerbridge     | The Conductor                                                          | 3 afl.  |         |         |        |
| Ashley Madekwe        | Detective Eudora Patch                                                 | 3 afl.  |         |         |        |
| Cody Ray Thompson     | Dave Katz                                                              | 3 afl.  |         |         |        |
| Coco Assad            | Claire (young Claire)                                                  | 1 afl.  |         | 1 afl.  |        |
| Anna Nadtotchii       | Viktor's Mom                                                           | 1 afl.  |         | 1 afl.  |        |
| Ritu Arya             | Lila Pitts                                                             |         | 10 afl. | 10 afl. | 6 afl. |
| Yusuf Gatewood        | Raymond Chestnut                                                       |         | 10 afl. | 3 afl.  |        |
| Marin Ireland         | Sissy Cooper                                                           |         | 10 afl. | 1 afl.  |        |
| Justin Paul Kelly     | Harlan Cooper                                                          |         | 9 afl.  | 1 afl.  |        |
| Kris Holden-Ried      | Axel                                                                   |         | 9 afl.  |         | 1 afl. |
| Jason Bryden          | Otto                                                                   |         | 8 afl.  |         | 1 afl. |
| Stephen Bogaert       | Carl Cooper                                                            |         | 8 afl.  |         |        |
| Kevin Rankin          | Elliott                                                                |         | 7 afl.  |         |        |
| Dov Tiefenbach        | Keechie                                                                |         | 6 afl.  |         |        |
| Tom Sinclair          | Oscar                                                                  |         | 5 afl.  |         | 1 afl. |
| Shiva Safari          | Lila's Mom                                                             |         | 3 afl.  |         | 2 afl. |
| John Kapelos          | Jack Ruby                                                              |         | 5 afl.  |         |        |
| Calem MacDonald       | Young Dave Katz                                                        |         | 5 afl.  |         |        |
| Geet Arora            | Lila's Dad                                                             |         | 2 afl.  |         | 2 afl. |
| Robin Atkin Downes    | Carmichael (stem)                                                      |         | 2 afl.  |         |        |
| Genesis Rodriguez     | Sloane Hargreeves / Sparrow Number Five                                |         |         | 10 afl. |        |
| Julian Richings       | Chet Rodo                                                              |         |         | 8 afl.  |        |
| Britne Oldford        | Fei Hargreeves / Sparrow Number Three                                  |         |         | 7 afl.  |        |
| Javon "Wanna" Walton  | Stan                                                                   |         |         | 7 afl.  |        |
| Callum Keith Rennie   | Harlan Cooper / Lester Pocket                                          |         |         | 6 afl.  |        |
| Jake Epstein          | Alphonso Hargreeves / Sparrow Number Four                              |         |         | 5 afl.  |        |
| Cazzie David          | Jayme Hargreeves / Sparrow Number Six                                  |         |         | 5 afl.  |        |
| Justin Cornwell       | Marcus Hargreeves / Sparrow Number One                                 |         |         | 2 afl.  |        |
| Laura Hopper          | Rachel Herschberger                                                    |         |         | 2 afl.  |        |
| Nick Offerman         | Dr. Gene Thibodeau                                                     |         |         |         | 6 afl. |
| Megan Mullally        | Dr. Jean Thibodeau                                                     |         |         |         | 6 afl. |
| Millie Davis          | Claire Hargreeves (older Claire)                                       |         |         |         | 6 afl. |
| Victoria Sawal        | Jennifer                                                               |         |         |         | 5 afl. |
| David Cross           | Sy Grossman                                                            |         |         |         | 4 afl. |
| Martin Roach          | CIA Deputy Director Lance Ribbons                                      |         |         |         | 4 afl. |
| George Tchortov       | Quinn                                                                  |         |         |         | 3 afl. |
| Aidan Devine          | Gary                                                                   |         |         |         | 2 afl. |

## Productie
In de jaren 2000 probeerde Universal Studios de stripreeks The Umbrella Academy van schrijver Gerard Way en tekenaar Gabriel Bá te verfilmen. Zowel Mark Bomback als Rawson Marshall Thurber werkte aan het script, maar tot een verfilming kwam het uiteindelijk niet. In 2015 maakte Universal Cable Productions bekend dat stripreeks zou omgevormd worden tot een televisieserie. Twee jaar later werd de serie opgepikt door Netflix.
Het eerste seizoen ging op 15 februari 2019 in première, het tweede seizoen in juli 2020, het derde in juni 2022, het vierde in augustus 2024.